# بتزدا (ویرجینیای غربی)
بتزدا (به انگلیسی: Bethesda) یک منطقهٔ مسکونی در ایالات متحده آمریکا است که در شهرستان وین، ویرجینیای غربی واقع شده‌است. بتزدا ۱۹۲٫۹۴ متر بالاتر از سطح دریا واقع شده‌است.